# Kurt von Tippelskirch (Diplomat)
Kurt Wilhelm Viktor von Tippelskirch (* 12. Mai 1880 in Neuruppin; † 15. Mai 1946 im Straflager Mariinsk) war ein deutscher Konsul im Range eines Generalkonsuls.

## Familie
Kurt von Tippelskirch war der Sohn des geheimen Kriegsrats Wilhelm von Tippelskirch (1851–1923) und dessen Ehefrau Armgard von Pochhammer (1855–1943). Die konfessionelle Bindung des Elternhauses war evangelisch. Am 7. Juni 1922 heiratete er in Berlin Elisabeth von Knobelsdorff (1877–1959).

## Leben und berufliche Entwicklung
Er besuchte das Kaiser-Wilhelm-Gymnasium in Hannover und anschließend das Joachimsthalsches Gymnasium in Berlin-Wilmersdorf. Hier legte er zu Ostern 1898 das Abitur ab. Nach dem Schulbesuch begann er ein Jurastudium an den Universitäten in Lausanne, München, Leipzig und Berlin, das er 1902 abschloss. Im Februar des darauffolgenden Jahres legte er das Referandarexamen ab und nahm noch im selben Monat eine Tätigkeit im preußischen Justizdienst auf. Das Assessorenexamen legte er im März 1908 ab.

## Im Auswärtigen Dienst
Zu Beginn des Folgejahres wurde Kurt von Tippelskirch in den Auswärtigen Dienst einberufen und begann hier eine konsularische Laufbahn. Diese begann im Februar 1909 im Auswärtigen Amt Berlin in der Abteilung III, der Rechtsabteilung. Nach einem Jahr wechselte im April in die handelspolitische Abteilung (Abt. II). Von hier wurde er für einen ersten Auslandseinsatz am deutschen Generalkonsulat in Shanghai empfohlen. Diesen trat er am 27. Februar 1912 an. Noch vor der Abreise nach China wurde ihm der Charakter eines Vizekonsuls verliehen. Sein Einsatz im Konsulat dauerte 5 Jahre und wurde durch den Abbruch der diplomatischen Beziehungen am 14. März 1917 beendet. Doch erst ein halbes Jahr später erfolgte seine Rückreise nach Deutschland. Hier angekommen, trat er am 13. Dezember 1917 kurzzeitig seinen Dienst in Berlin an und wurde von hier an die Gesandtschaft in Amsterdam beordert. Auf Grund der Kriegswirrnisse dauerte die Arbeit in Amsterdam nur drei Monate und so übernahm er am 9. März 1918 die kommissarische Leitung des Konsulats Vlissingen in den Niederlanden, Provinz Zeeland. Am 20. März wurde ihm die Amtsbezeichnung Konsul zuerkannt, aber bereits im September 1918 wurde er erneut nach Berlin beordert. Hier trat er am 5. Oktober 1918 seinen Dienst in der Abteilung III, Referat Kriegsgefangenenwesen an. Im August des kommenden Jahres wurde er mit der Amtsbezeichnung Legationsrat als ständiger Hilfsarbeiter fest angestellt. Anfang Februar wechselte sein Arbeitsbereich zur Abteilung F – Frieden – und Mitte des Monats in die Abteilung V (Recht) als Unterabteilung F. Seine Aufgaben waren nun vor allem Fragen der Kriegsgefangenen und der Kriegsschuldigen. Ab 1. April 1920 wurde er Legationsrat I. Klasse, blieb auch weiterhin in der Abteilung V. Er wurde nun dem Referat Z (Zivilrecht) zugegliedert. Sein nächster Auslandseinsatz führte ihn als Konsul in die USA. Hier war er ab Mai 1926 an der Umwandlung des Wirtschaftskonsulats Boston in ein Berufskonsulat beteiligt. Ab Juli führte er die Amtsbezeichnung eines Generalkonsuls. Die Geschäfte des Konsulats übernahm er dann am 20. Oktober 1926. Die Dauer seiner Tätigkeit auf dem Konsulat betrug fast 12 Jahre. Im Alter von 58 Jahren wurde er aus Boston abberufen und zum 30. Juni 1938 in den einstweiligen Ruhestand versetzt. Das erfolgte vermutlich im Zug der personellen Neuordnung des Auswärtigen Amtes nach der Übernahme des Ministerpostens durch Joachim von Ribbentrop (1893–1946). Ohne eine weitere Einsatzzeit erfolgte dann zum 26. Juni 1943 seine Verabschiedung in den endgültigen Ruhestand.
Inzwischen hatte sich Kurt von Tippelskirch auf seinen Wohnsitz in Jacobsdorf in Niederschlesien zurückgezogen. Hier geriet er am 27. Februar 1945 in sowjetische Haft. Am 15. September 1945 wurde er zu 8 Jahren Straflager verurteilt. Die Strafe verbüßte er im sibirischen Strafgefangenenlager Siblag (Sibirski ITL, Sibirisches Lager) im System des Gulag bei Mariinsk. Hier verstarb Kurt von Tippelskirch am 15. Mai 1946.